# Zalog pri Šempetru
Zalog pri Šempetru – wieś w Słowenii, w gminie Žalec. W 2018 roku liczyła 106 mieszkańców.